# Villemoisan
Villemoisan é uma ex-comuna francesa na região administrativa da Pays de la Loire, no departamento de Maine-et-Loire. Estendeu-se por uma área de 20,75 km². Em 2010 a comuna tinha 619 habitantes (densidade: 29,8 hab./km²).
Em 15 de dezembro de 2016 foi fundida com as comunas de La Cornuaille e Le Louroux-Béconnais para a criação da nova comuna de Val d'Erdre-Auxence.